# Municipio de Ayden
El municipio de Ayden (en inglés: Ayden Township) es un municipio ubicado en el  condado de Pitt en el estado estadounidense de Carolina del Norte. En el año 2010 tenía una población de 7.525 habitantes.

## Geografía
El municipio de Ayden se encuentra ubicado en las coordenadas 35°28′14.59″N 77°25′25.87″O / 35.4707194, -77.4238528.